# Okręg Szkolny Pomorski
Okręg Szkolny Pomorski (OSP) - jeden z okręgów szkolnych II RP, utworzony rozporządzeniem Ministra Wyznań Religijnych i Oświecenia Publicznego z dnia 26 stycznia 1921 roku, w porozumieniu z Ministrem b. Dzielnicy Pruskiej w przedmiocie tymczasowego ustroju władz szkolnych na obszarze tej dzielnicy z siedzibą kuratora w Toruniu.

## Historia
Od 1 stycznia 1920 do 26 stycznia 1921 roku, prezesem Pomorskiej Komisji dla Spraw Wyznaniowych i Szkolnych był dr. Józef Łęgowski.
Okręg Szkolny Pomorski utworzono 26 stycznia 1921 roku, a rozporządzenie o jego utworzeniu weszło w życie 8 czerwca 1921 roku. 1 września 1932 roku Kuratorium Okręgu Szkolnego Pomorskiego zostało zlikwidowane, a jego teren został podporządkowany Okręgowi Szkolnemu Poznańskiemu. Ponownie zorganizowano kuratorium w Toruniu 1 września 1937 roku.
Od 1 kwietnia 1938 roku do Okręgu Szkolnego Pomorskiego włączono powiaty: lipnowski, nieszawski, rypiński i włocławski z województwa warszawskiego i powiaty: bydgoski, inowrocławski, szubiński i wyrzyski z województwa poznańskiego, a wyłączono powiat działdowski.
Kuratorzy pomorscy.
1921–1922. Zygmunt Gąsiorowski.
1922–1925. dr Jan Riemer.
1925–1931. Jan Szwemin.
1931–1932. dr Michał Pollak.
1937–1939. dr Antoni Ryniewicz.

## Obwody szkolne
W 1933 roku Rozporządzeniem Prezydenta Rzeczypospolitej Polskiej, z dnia 4 lipca 1933 r. o organizacji obwodowych władz szkolnych, dla celów administracji w zakresie szkolnictwa, okręgi szkolne zostały podzielone na obwody zawierające jeden lub kilka powiatów i były zarządzane przez inspektorów szkolnych.
W 1937 roku po ponownym utworzeniu Okręg Szkolny Pomorski, był podzielony na obwody:

- Obwód chojnicki – powiaty: chojnicki, tucholski i sępoleński.
- Obwód grudziądzki – miasto Grudziądz oraz powiaty: grudziądzki i świecki.
- Obwód kościerski – powiaty: kościerski i kartuski.
- Obwód nowomiejski – powiaty: brodnicki, lubawski i Powiat działdowski
- Obwód tczewski – powiaty: tczewski i starogardzki.
- Obwód toruński – miasto Toruń oraz powiaty: Powiat toruński, Powiat chełmiński i wąbrzeski.
- Obwód wejherowski – miasto Gdynia i powiat morski

W 1938 roku ustalono nowy podział na obwody, dostosowany do podziału powiatowego:

- bydgoski.
- brodnicki.
- chełmiński.
- chojnicki.
- gdyński.
- grudziądzki.
- inowrocławski.
- kartuski.
- kościerski.
- lipnowski.
- lubawski.
- nieszawski.
- rypiński.
- sępoleński.
- starogardzki.
- świecki.
- szubiński.
- tczewski.
- toruński.
- tucholski.
- wąbrzeski.
- wejherowski.
- włocławski.
- wyrzyski.

## Okręg w PRL
Po wojnie, na podstawie ustawy z 4 czerwca 1920 r. o tymczasowym ustroju szkolnym, wyszło rozporządzenie Rady Ministrów z 5 września 1946 r. o okręgach szkolnych. Rozporządzenie to weszło w życie 9 października 1946 roku, i na nowo utworzono Okręg Szkolny Pomorski, obejmujący swoim zasięgiem powojenne województwo pomorskie (od 1950 bydgoskie).